# Encarsia perflava
Encarsia perflava är en stekelart som beskrevs av Hayat 1989. Encarsia perflava ingår i släktet Encarsia och familjen växtlussteklar. Inga underarter finns listade i Catalogue of Life.